# Юріков потік
Юріков потік (словац. Juríkov potok) — річка в Словаччині, ліва притока Б'єлої Орави, протікає в окрузі Наместово.
Довжина приблизно 8.0-8.5 км. Витік знаходиться в масиві Оравські Бескиди (схил гори Беднарова) поблизу словацько-польського кордону — на висоті близько 920 метрів. Протікає територією сіл Оравска Лесна і Закаменне.
Впадає в Б'єлу Ораву на висоті приблизно 735-740 метрів.